# The Flapper
The Flapper er en amerikansk stumfilm fra 1920 af Alan Crosland.

## Medvirkende
- Olive Thomas som Ginger King
- Warren Cook
- Theodore Westman som Bill Forbes
- Katherine Johnston som Hortense
- Arthur Housman som Tom Morran
- Louise Lindroth som  Elmina Buttons
- Charles Craig som Reverend Cushil
- William P. Carleton som Richard Channing
- Marcia Harris som Paddles
- Bobby Connelly